# Biblioteca Nacional de Portugal
De Nationale Bibliotheek van Portugal (Portugees: Biblioteca Nacional de Portugal (BNP)) is de nationale bibliotheek van Portugal in Lissabon. De bibliotheek voert de Portugese Depotplicht uit.
De bibliotheek is opgericht door middel van een oorkonde gepubliceerd op 29 februari 1796. Ze droeg toen de naam  Real Biblioteca Pública da Corte ("Koninklijke Openbare Bibliotheek van het Hof"). Het doel van de bibliotheek was het openstellen van de collecties van het hof aan het algemene publiek. De eerste directeur was António Ribeiro dos Santos. Het huidige hoofdkantoor in Campo Grande, de universiteitsstad, werd in 1969 geopend. 
De Nationale Bibliotheek van Portugal staat open voor nieuwe technologieën. Zo is er als aanvulling op de catalogus de PorBASE met bestanden in pdf-formaat. De Nationale Bibliotheek is een van de stichtende leden van de The European Library, participeert in de Virtual International Authority File (VIAF), 
en werkte mee aan de oprichting van de digitale bibliotheek Europeana.

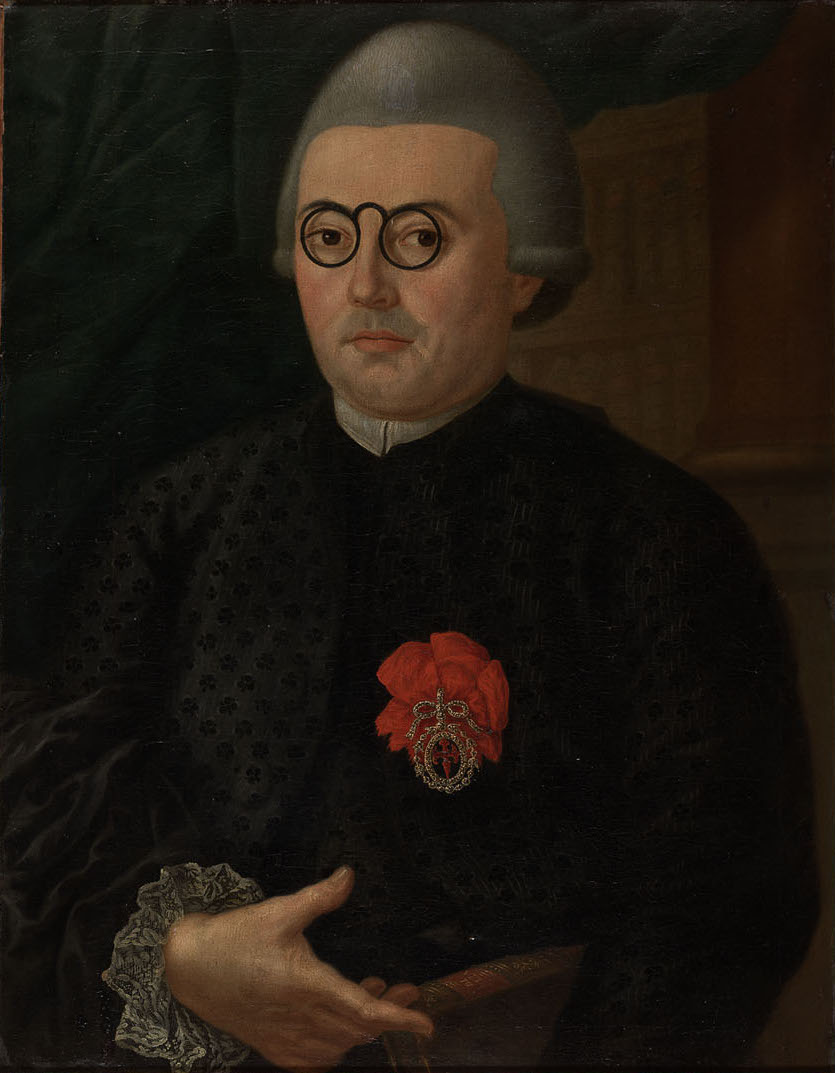
António Ribeiro, de eerste directeur van Biblioteca Nacional de Portugal van 1786 tot 1816
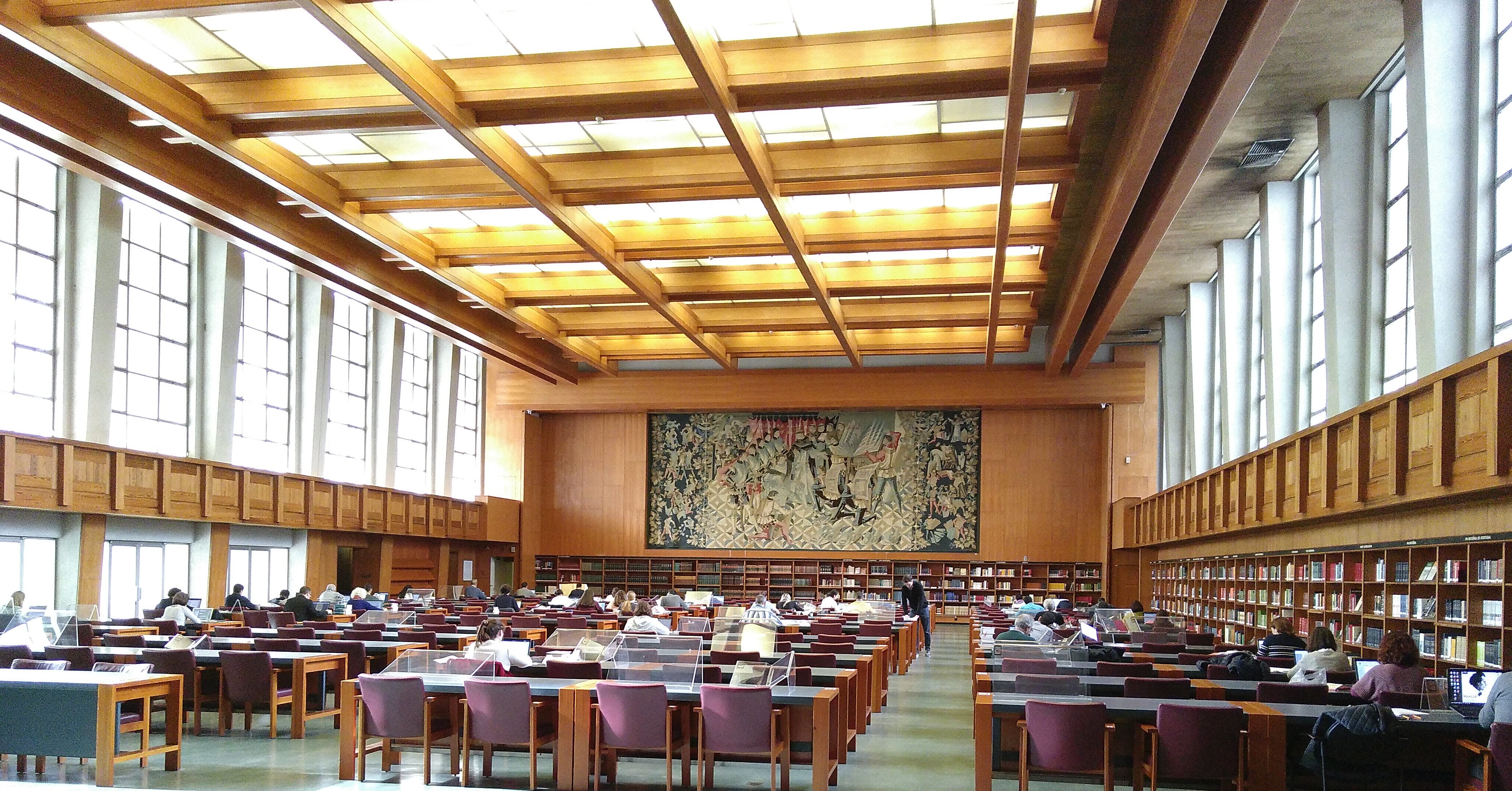
leeszaal Nationale Bibliotheek Portugal